# 張剛綸
張剛綸（1971年—），生於美國紐約，祖籍中國浙江省寧波市鎮海縣（今北侖區），台湾企业家，其父張永平，為台湾水泥巨头嘉新水泥的核心人物之一，其外祖父為章傑將軍於金門炮戰中被共軍炮彈擊中而為國殉職。其妻為AD VITAM艾薇丹專業精油品牌創辦人王貞勻，並育有一子一女，張竣詞、張華軒。

## 生平
出生於台灣工業世家，祖父為台灣「水泥大王」張敏鈺。父親張永平，曾任嘉泥董事長。本科畢業於加州大學伯克利分校，獲得文學士學位。1999年，畢業於美國波士頓麻省理工學院，獲得技術管理碩士學位。
張剛綸是張永平獨子，嘉新水泥第三代接班人。1996年，嘉泥發展中國大陸業務，嘉新京陽水泥建廠時，張剛綸被派駐中國大陸。2003年6月10日，獲任嘉新水泥集團執行董事。2003年11月26日，獲任嘉新水泥董事總經理、首席執行官。2012年，出任嘉新水泥代理發言人，擔任台泥國際集團非執行董事。
2013年6月，正式成為嘉新水泥董事長。

## 經歷
- 台灣區水泥工業同業公會理事長  臺灣水泥(股)公司董事(法人代表)  雲嘉國際(股)公司董事長(法人代表)  嘉新國際(股)公司董事長  嘉北國際(股)公司董事(法人代表)  嘉新資產管理開發(股)公司董事(法人代表)  嘉新企管諮詢(上海)有限公司董事(法人代表)  上海嘉環混凝土有限公司董事(法人代表)  上海嘉新港輝有限公司董事(法人代表)  財團法人嘉新兆福文化基金會董事長  財團法人時代基金會副董事長